# Ösjön (Västra Ny socken, Östergötland)
Ösjön är en sjö i Motala kommun i Östergötland och ingår i Motala ströms huvudavrinningsområde.